# Borrochrus ciliatus
Borrochrus ciliatus là một loài bọ cánh cứng trong họ Hybosoridae. Loài này được de Borre miêu tả khoa học năm 1886.